# Crassimarginatella similis
Crassimarginatella similis är en mossdjursart som beskrevs av Cook 1968. Crassimarginatella similis ingår i släktet Crassimarginatella och familjen Calloporidae. Inga underarter finns listade i Catalogue of Life.